# Lukovit
Lukovit (búlgaro: Луковит) é uma cidade da Bulgária, localizada no distrito de Lovech. A sua população era de 9,630 habitantes segundo o censo de 2010.

## População
| Lukovit | Lukovit | Lukovit | Lukovit | Lukovit | Lukovit | Lukovit | Lukovit | Lukovit | Lukovit | Lukovit | Lukovit | Lukovit | Lukovit | Lukovit | Lukovit | Lukovit | Lukovit | Lukovit | Lukovit |
| --- | ------- | ------- | ------- | ------- | ------- | ------- | ------- | ------- | ------- | ------- | ------- | ------- | ------- | ------- | ------- | ------- | ------- | ------- | ------- |
| Ano | 1887    | 1910    | 1934    | 1946    | 1956    | 1965    | 1975    | 1985    | 1992    | 2001    | 2002    | 2003    | 2004    | 2005    | 2006    | 2007    | 2008    | 2009    | 2010    |
| População |         |         |         | 7,751   | 8,795   | 9,682   | 10,399  | 10,355  | 10,505  | 10,027  | 10,002  | 9,975   | 9,910   | 9,804   | 9,724   | 9,698   | 9,654   | 9,655   | 9,630   |
| Fontes: Instituto Nacional de Estatísticas, „citypopulation.de“, „pop-stat.mashke.org“, Bulgarian Academy of Sciences |         |         |         |         |         |         |         |         |         |         |         |         |         |         |         |         |         |         |         |